# Gheorghe Udubașa
Gheorghe Udubașa (n. 8 septembrie 1938, Ocnele Mari, România – d. 2 martie 2019) a fost un geolog român, membru titular al Academiei Române (din 2017).